# Eucalyptus albens
Eucalyptus albens é uma árvore comum das encostas e planícies ocidentais de Nova Gales do Sul e áreas adjacentes em Queensland e Victoria, na Austrália. Possui casca áspera e fibrosa na base do tronco e casca lisa e branca nas partes superiores. Suas folhas são lanceoladas, e grupos de sete gomos florais em forma de fuso se organizam nas axilas das folhas ou nas extremidades dos ramos. As flores brancas aparecem principalmente entre agosto e fevereiro, e os frutos têm formato de barril ou urna.

## Descrição
Eucalyptus albens é uma árvore que atinge de 15 a 25 metros de altura, com um tronco reto por cerca da metade de sua altura total e uma copa ramificada e espalhada. O tronco pode alcançar 0,5 metro de diâmetro na altura do peito e apresenta casca áspera, fibrosa e cinza-clara, por vezes com padrão tesselado, até a base dos ramos maiores. Acima disso, a casca é lisa, branca e se desprende anualmente em fitas curtas. As folhas de plantas jovens são alternadas, ovais a quase redondas, de cor cinza-azulada, com 90 a 150 mm de comprimento e 60 a 115 mm de largura, sustentadas por um pecíolo. As folhas adultas são lanceoladas, de tom verde-acinzentado opaco e mais claro em um dos lados, medindo 100 a 160 mm de comprimento e 17 a 30 mm de largura, com um pecíolo de 15 a 22 mm. Os gomos florais se organizam em uma inflorescência ramificada, com grupos de sete botões em cada ramo. O pedúnculo é achatado ou angular, com 10 a 18 mm de comprimento, e cada flor possui um pedicelo cilíndrico de até 5 mm. Os gomos têm formato de fuso ou ligeiramente cilíndrico, com 10 a 18 mm de comprimento e 4 a 7 mm de largura, apresentando uma caliptra cônica, aproximadamente do mesmo tamanho que o hipanto. As flores são brancas e surgem no outono, de março a maio. Os frutos, em forma de urna ou barril, têm 6 a 14 mm de comprimento e 5 a 10 mm de largura.

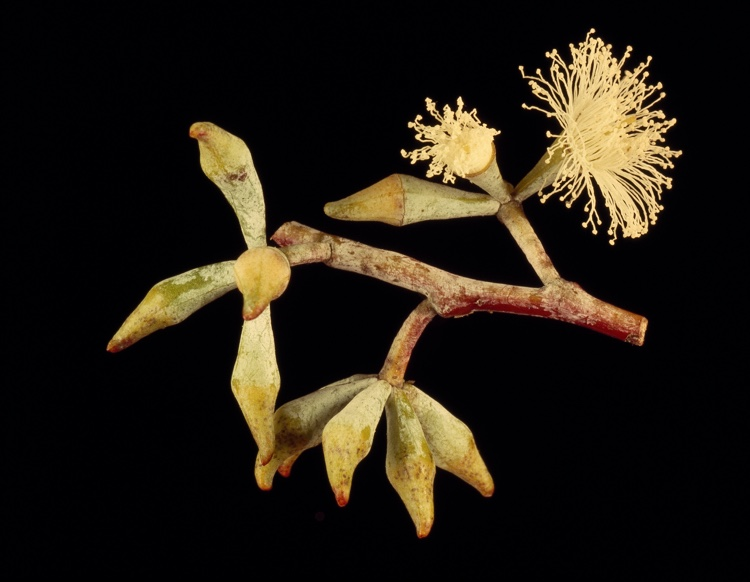
Flores e gomos de E. albens

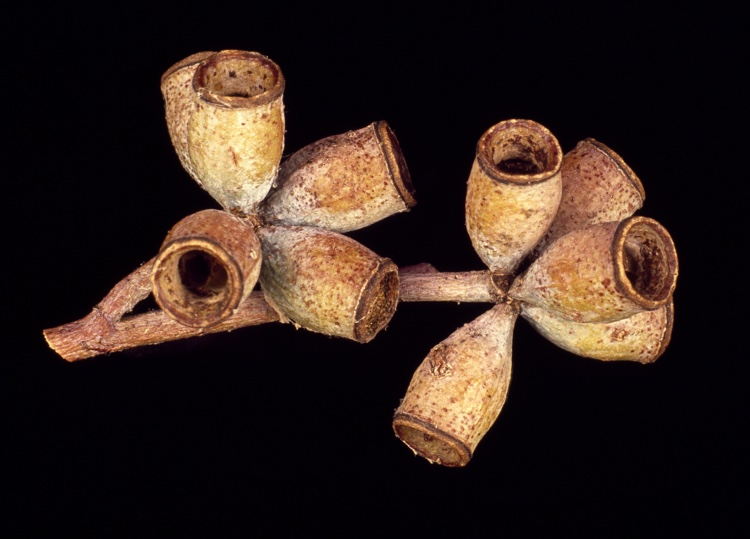
Frutos de E. albens

## Taxonomia e nomenclatura
Eucalyptus albens foi formalmente descrito em 1867 por George Bentham em Flora Australiensis [en], a partir de material coletado em várias localidades, incluindo amostras obtidas pelo botânico e explorador, Allan Cunningham, ao longo do rio Macquarie [en]. Em 2009, Anthony Bean [en] designou o material coletado por Charles Stuart na região da Nova Inglaterra em Nova Gales do Sul como o lectótipo. Este eucalipto é relacionado ao E. moluccana e ao E. microcarpa [en]. Hibridização com o E. moluccana foi relatada na Hunter Region. O epíteto específico (albens) é uma palavra em latim que significa "branqueado". Tanto o epíteto quanto os nomes comuns derivam dos depósitos brancos sobre as folhas e frutos, enquanto o termo "box" (caixa) remete ao padrão tesselado da casca, semelhante a uma caixa.
O povo Wiradjuri de Nova Gales do Sul chama a espécie de birri.

## Distribuição e habitat
O Eucalyptus albens é típico de florestas abertas de eucaliptos em planícies ou áreas suavemente inclinadas, desde o sudeste de Queensland até as encostas ocidentais de Nova Gales do Sul e o nordeste de Victoria, alcançando ao sul até Yea [en]. Populações isoladas ocorrem nos Montes Flinders e perto de Melrose [en], na Austrália Meridional.
Está associado a espécies como E. microcarpa, E. conica [en], E. melliodora [en], E. pilligaensis [en], E. sideroxylon, E. crebra [en], E. blakelyi [en], espécies do gênero Angophora, Callitris endlicheri, Callitris columellaris [en], Brachychiton populneus e espécies do gênero Acacia.

## Conservação
Eucalyptus albens é classificada como "criticamente ameaçada" sob a Lei de Proteção Ambiental e Conservação da Biodiversidade de 1999 e como uma "comunidade ecológica ameaçada" sob a Lei de Conservação da Biodiversidade de 2016 de Nova Gales do Sul.

## Usos
A madeira pesada e dura é utilizada para dormentes ferroviários e postes de cerca. As flores produzem néctar para a indústria do mel.